# Didier Méda
Didier Méda (Thonon-les-Bains, 8 de octubre de 1963-Évian-les-Bains, 31 de octubre de 1999) fue un deportista francés que compitió en esquí acrobático. Ganó una medalla de plata en el Campeonato Mundial de Esquí Acrobático de 1989, en la prueba de salto aéreo.

## Medallero internacional
| Campeonato Mundial | Campeonato Mundial | Campeonato Mundial | Campeonato Mundial |
| Año                | Lugar              | Medalla            | Prueba             |
| ------------------ | ------------------ | ------------------ | ------------------ |
| 1989               | Oberjoch (RFA)     | Medalla de plata   | Salto aéreo        |